# 710-talet f.Kr.

Den assyriska deportationen av judar ("babyloniska fångenskapen) på 700-talet f.Kr.

## Händelser
- 719 f.Kr. – Zhou Huan Wang blir härskare av den kinesiska Zhoudynastin.
- 718 f.Kr. – Gyges blir härskare av Lydien.
- 717 f.Kr.
  - Den assyriske kungen Sargon II erövrar hittiternas fästning Carchemish.
  - Sargon II grundar en ny assyrisk huvudstad i Dur-Sharrukin.
- 716 f.Kr. – Enligt legenden avslutar Roms förste kung Romulus sitt styre detta år.
- 715 f.Kr. – Numa Pompilius blir kung av Rom.
- 713 f.Kr. – Numa Pompilius reformerar den romerska kalendern.
- 712 f.Kr. – Numa Pompilius inrättar titeln Pontifex maximus.
- Juda, Tyros och Sidon gör uppror mot Assyrien.

## Födda
- 713 f.Kr. – Zalmoxis, legendarisk social och religiös reformator från Dakien.

## Avlidna
- 716 f.Kr. – Romulus, kung av Rom 753-716 f.Kr.
- 715 f.Kr. – Osorkon IV, den siste faraonen av Egyptens tjugoandra dynasti.